# Beliansky potok (přítok Belé)
Beliansky potok je krátký potok v západní části okresu Košice-okolí. Je to pravostranný přítok Belé s délkou 3 km, je tokem VI. řádu.

## Pramen
Pramení v pohoří Čierna hora na jihozápadním svahu Vysokého vrchu (851,0 m n. m.), pod sedlem Repy, v nadmořské výšce přibližně 590 m n. m.

## Popis toku
Od pramene teče jihozápadním směrem přes geomorfologickou podsestavu Pokryvy a na středním toku přibírá pravostranný přítok pramenící jižně od kóty 887,8 m n. m. a tekoucí lokalitou Hrb. Na dolním toku vtéká do intravilánu obce Košická Belá, kde se přímo ve středu obce vlévá do Belé v nadmořské výšce cca 380 m n. m.